# 1986 QA3
1986 QA3 är en asteroid i huvudbältet som upptäcktes den 29 augusti 1986 av den belgiske astronomen Henri Debehogne vid La Silla-observatoriet.